# Константин Бараков
Константин Николов Бараков е български просветен деец и революционер, деец на Вътрешната македоно-одринска революционна организация.

## Биография
Бараков е роден в 1870 година в село Скребатно, тогава в Османската империя. Основно образование завършва в Неврокоп, а през 1887/1888 година завършва Солунската българска мъжка гимназия и става учител в родното си село. Присъединява се към ВМОРО още като ученик. В 1891 година преследван от властите, бяга в България и става учител в Пазарджик и в село Долна Невля.
В 1900 година е делегат на Царибродското дружество на Седмия македонски конгрес. През април 1901 година е делегат на Осмия македоно-одрински конгрес от Старозагорското дружество. Влиза в четата на Борис Сарафов и с нея влиза в Македония. Загива през февруари 1903 година в бой край малешевското село Владимирово.